# Ленен, Матье
Матье Ленен (англ. Mathieu Le Nain; 1607—1677) — французский художник, один из трёх братьев Ленен.

## Биография
Родился в 1593 году в городе Лан (по другим данным в 1603 году).
Матье был последним из пяти сыновей зажиточного крестьянина и винодела Исаака Ленена (фр. Isaac Le Nain). Вместе со своими братьями несколько лет обучался живописи, затем отправился в Париж, где с братьями-художниками жил в аббатстве Сен-Жермен-де-Пре.
С Антуаном и Луи Матье работал над украшением знаменитой часовни Юной Девы в Сен-Жермен-де-Пре. В 1648 году он стал одним из первых членов только что созданной Королевской академии живописи и скульптуры (фр. Académie royale de peinture et de sculpture). Когда в мае 1648 года оба брата умерли с разницей в два дня, Матье вступил в оставшееся наследство. Позже меньше времени уделял живописи, занимаясь общественными делами.
Умер 20 апреля 1677 года в Париже. Был награждён орденом Святого Михаила (1662).
Братья Ленен не всегда подписывали свои произведения, и до сих пор такие работы без авторства трудно отнести лично к кому-то из них. Среди наиболее известных картин, атрибутируемых Матьё, — недавно открытое полотно «Ребёнок Иисус, стоящий на коленях перед орудиями Страстей». Часть работ, исходно приписываемых Матье, была в конце XX века атрибутирована неизвестным художникам, для которых принято использовать псевдонимы «Мастер Процессий» и «Мастер Бегуинок».

Некоторые работы
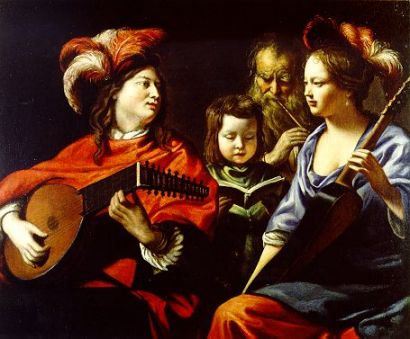
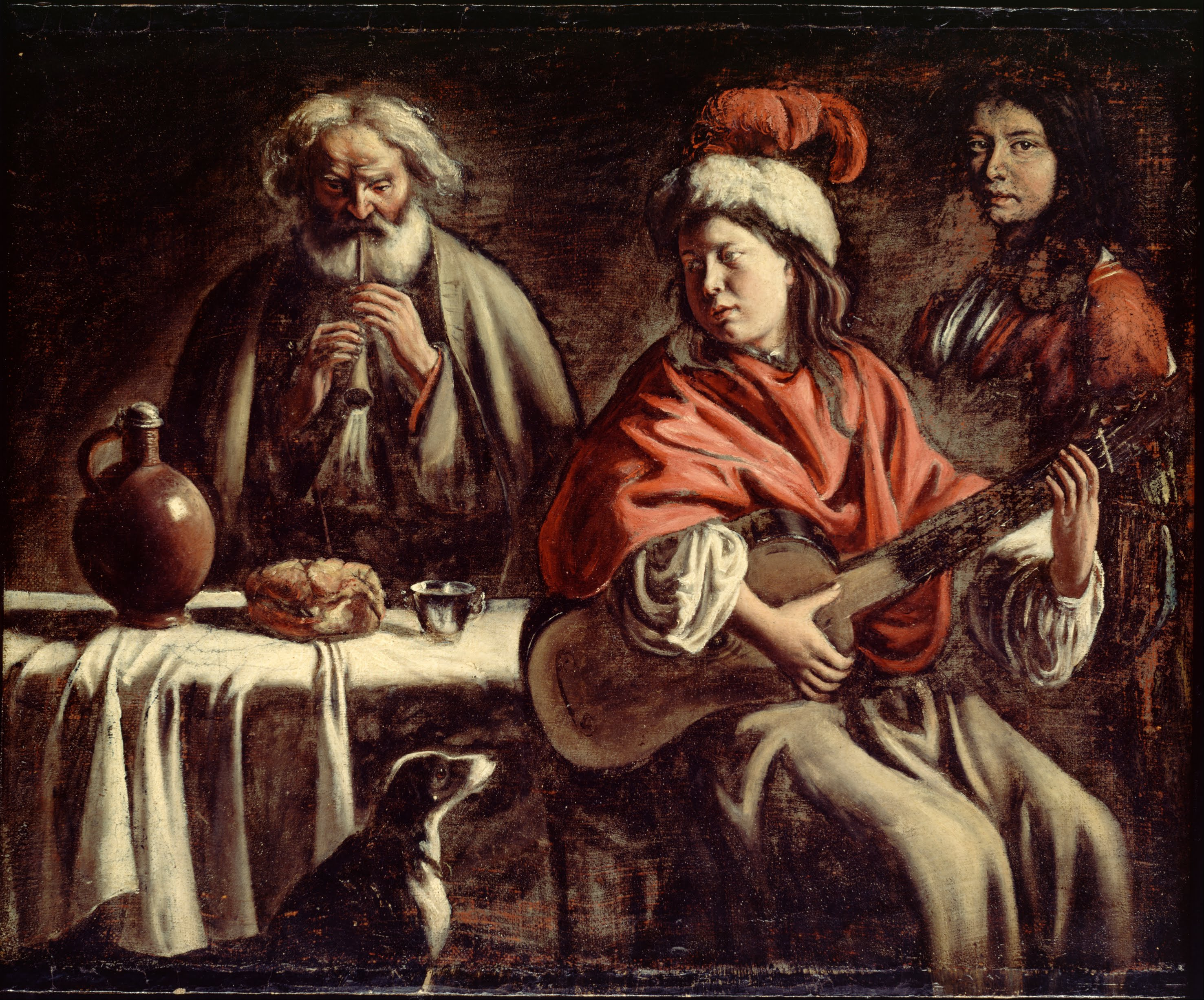
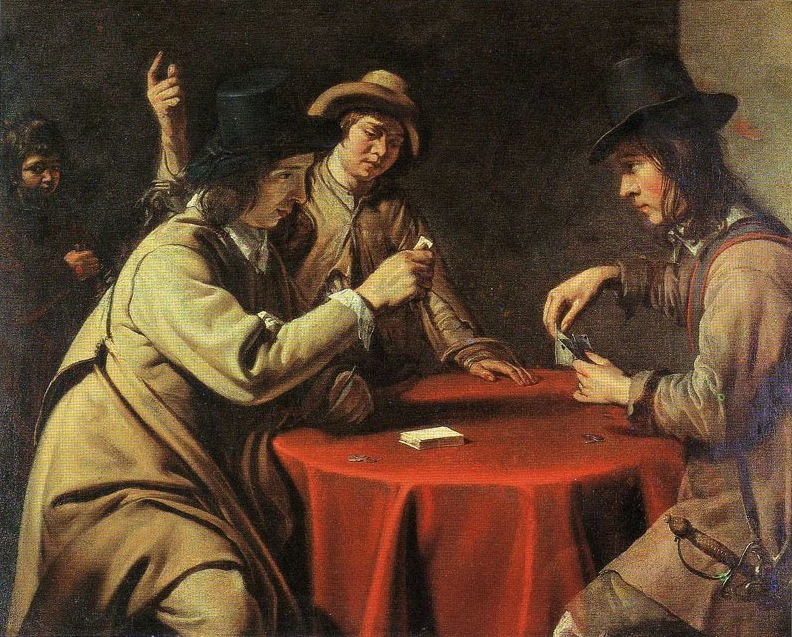